# Gran Premio di superbike di Assen 2004
Il Gran Premio di superbike di Assen 2004 è stato la nona prova su undici del campionato mondiale Superbike 2004, disputato il 5 settembre sul TT Circuit Assen, in gara 1 ha visto la vittoria di James Toseland davanti a Pierfrancesco Chili e Régis Laconi, la gara 2 è stata vinta da Chris Vermeulen che ha preceduto James Toseland e Noriyuki Haga.
La vittoria nella gara valevole per il campionato mondiale Supersport 2004 è stata ottenuta da Karl Muggeridge, mentre la gara del campionato Europeo della classe Superstock viene vinta da Lorenzo Alfonsi.
Nel corso della gara dell'Europeo Superstock muore il pilota italiano Alessio Perilli, nella dinamica dell'incidente, Perilli perde il controllo della sua moto quando mancavano due giri al termine della gara, scivolando prima nella via di fuga, poi di nuovo sull'asfalto. Due piloti che lo seguivano da vicino sono riusciti ad evitarlo, mentre Ghisbert van Ginhoven l'ha travolto con la sua Ducati 999S. L'olandese è caduto a sua volta senza riportare conseguenze fisiche. I soccorsi sono stati immediati, ma il trasporto con l'elicottero all'ospedale di Assen è stato inutile. La gara venne immediatamente fermata con una bandiera rossa. Al momento della caduta Perilli era 14º a 22 secondi dal gruppo di testa, posizione con cui viene anche classificato al termine della corsa, in quanto dopo la bandiera rossa la gara non venne ripresa.

## Risultati

### Gara 1

#### Arrivati al traguardo[6]
| Pos. | Nº | Pilota               | Squadra                    | Motocicletta      | Giri | Tempo     | Griglia | Punti |
| ---- | -- | -------------------- | -------------------------- | ----------------- | ---- | --------- | ------- | ----- |
| 1º   | 52 | James Toseland       | Ducati Fila                | Ducati 999 F04    | 16   | 33:30.741 | 2º      | 25    |
| 2º   | 7  | Pierfrancesco Chili  | PSG - 1 Corse              | Ducati 998 RS     | 16   | +0:02.138 | 1º      | 20    |
| 3º   | 55 | Régis Laconi         | Ducati Fila                | Ducati 999 F04    | 16   | +0:02.450 | 3º      | 16    |
| 4º   | 41 | Noriyuki Haga        | Renegade Ducati Koji       | Ducati 999 RS     | 16   | +0:02.566 | 7º      | 13    |
| 5º   | 17 | Chris Vermeulen      | Ten Kate Honda             | Honda CBR 1000RR  | 16   | +0:09.044 | 4º      | 11    |
| 6º   | 91 | Leon Haslam          | Renegade Ducati Koji       | Ducati 999 RS     | 16   | +0:15.885 | 5º      | 10    |
| 7º   | 99 | Steve Martin         | D.F.Xtreme Sterilgarda     | Ducati 999 RS     | 16   | +0:16.838 | 16º     | 9     |
| 8º   | 24 | Garry McCoy          | Xerox - Ducati Nortel Net. | Ducati 999 RS     | 16   | +0:16.988 | 12º     | 8     |
| 9º   | 20 | Marco Borciani       | D.F.Xtreme Sterilgarda     | Ducati 999 RS     | 16   | +0:18.191 | 6º      | 7     |
| 10º  | 4  | Troy Corser          | Foggy Petronas Racing      | Petronas FP1      | 16   | +0:19.358 | 9º      | 6     |
| 11º  | 69 | Gianluca Nannelli    | Pedercini                  | Ducati 998 RS     | 16   | +0:30.934 | 8º      | 5     |
| 12º  | 9  | Chris Walker         | Foggy Petronas Racing      | Petronas FP1      | 16   | +0:40.191 | 14º     | 4     |
| 13º  | 5  | Piergiorgio Bontempi | Zongshen                   | Suzuki GSX-R 1000 | 16   | +0:51.079 | 17º     | 3     |
| 14º  | 12 | Warwick Nowland      | Zongshen                   | Suzuki GSX-R 1000 | 16   | +0:52.457 | 19º     | 2     |
| 15º  | 16 | Sergio Fuertes       | MIR Racing                 | Suzuki GSX-R 1000 | 16   | +1:03.638 | 18º     | 1     |
| 16º  | 36 | Robert Menzen        | Robert Menzen Racing       | Suzuki GSX-R 1000 | 16   | +1:47.636 | 21º     |       |

#### Ritirati
| Nº  | Pilota          | Squadra                    | Motocicletta   | Giri | Griglia |
| --- | --------------- | -------------------------- | -------------- | ---- | ------- |
| 200 | Giovanni Bussei | DeCecco Racing             | Ducati 998 RS  | 13   | 11º     |
| 23  | Jiří Mrkývka    | JM SBK                     | Ducati 998 RS  | 8    | 24º     |
| 38  | Arno Visscher   | Pajic-Kawasaki             | Kawasaki ZX 10 | 8    | 23º     |
| 25  | Alessio Velini  | UnionBike GiMotorsport     | Yamaha YZF R1  | 5    | 20º     |
| 6   | Mauro Sanchini  | Kawasaki Bertocchi         | Kawasaki ZX 10 | 4    | 15º     |
| 19  | Lucio Pedercini | Pedercini                  | Ducati 998 RS  | 4    | 10º     |
| 8   | Ivan Clementi   | Kawasaki Bertocchi         | Kawasaki ZX 10 | 4    | 13º     |
| 50  | Miguel Praia    | Xerox - Ducati Nortel Net. | Ducati 999 RS  | 3    | 22º     |

### Gara 2

#### Arrivati al traguardo[7]
| Pos. | Nº  | Pilota               | Squadra                    | Motocicletta      | Giri | Tempo     | Griglia | Punti |
| ---- | --- | -------------------- | -------------------------- | ----------------- | ---- | --------- | ------- | ----- |
| 1º   | 17  | Chris Vermeulen      | Ten Kate Honda             | Honda CBR 1000RR  | 16   | 33:31.968 | 4º      | 25    |
| 2º   | 52  | James Toseland       | Ducati Fila                | Ducati 999 F04    | 16   | +0:00.037 | 2º      | 20    |
| 3º   | 41  | Noriyuki Haga        | Renegade Ducati Koji       | Ducati 999 RS     | 16   | +0:00.117 | 7º      | 16    |
| 4º   | 7   | Pierfrancesco Chili  | PSG - 1 Corse              | Ducati 998 RS     | 16   | +0:03.905 | 1º      | 13    |
| 5º   | 55  | Régis Laconi         | Ducati Fila                | Ducati 999 F04    | 16   | +0:06.580 | 3º      | 11    |
| 6º   | 91  | Leon Haslam          | Renegade Ducati Koji       | Ducati 999 RS     | 16   | +0:18.173 | 5º      | 10    |
| 7º   | 4   | Troy Corser          | Foggy Petronas Racing      | Petronas FP1      | 16   | +0:23.096 | 9º      | 9     |
| 8º   | 20  | Marco Borciani       | D.F.Xtreme Sterilgarda     | Ducati 999 RS     | 16   | +0:33.271 | 6º      | 8     |
| 9º   | 8   | Ivan Clementi        | Kawasaki Bertocchi         | Kawasaki ZX 10    | 16   | +0:33.516 | 13º     | 7     |
| 10º  | 9   | Chris Walker         | Foggy Petronas Racing      | Petronas FP1      | 16   | +0:33.815 | 14º     | 6     |
| 11º  | 200 | Giovanni Bussei      | DeCecco Racing             | Ducati 998 RS     | 16   | +0:36.358 | 11º     | 5     |
| 12º  | 5   | Piergiorgio Bontempi | Zongshen                   | Suzuki GSX-R 1000 | 16   | +0:36.818 | 17º     | 4     |
| 13º  | 12  | Warwick Nowland      | Zongshen                   | Suzuki GSX-R 1000 | 16   | +0:46.401 | 19º     | 3     |
| 14º  | 16  | Sergio Fuertes       | MIR Racing                 | Suzuki GSX-R 1000 | 16   | +1:14.282 | 18º     | 2     |
| 15º  | 36  | Robert Menzen        | Robert Menzen Racing       | Suzuki GSX-R 1000 | 16   | +1:32.984 | 21º     | 1     |
| 16º  | 50  | Miguel Praia         | Xerox - Ducati Nortel Net. | Ducati 999 RS     | 16   | +1:49.752 | 22º     |       |

#### Ritirati
| Nº | Pilota            | Squadra                    | Motocicletta   | Giri | Griglia |
| -- | ----------------- | -------------------------- | -------------- | ---- | ------- |
| 69 | Gianluca Nannelli | Pedercini                  | Ducati 998 RS  | 15   | 8º      |
| 99 | Steve Martin      | D.F.Xtreme Sterilgarda     | Ducati 999 RS  | 15   | 16º     |
| 38 | Arno Visscher     | Pajic-Kawasaki             | Kawasaki ZX 10 | 8    | 23º     |
| 24 | Garry McCoy       | Xerox - Ducati Nortel Net. | Ducati 999 RS  | 5    | 12º     |
| 23 | Jiří Mrkývka      | JM SBK                     | Ducati 998 RS  | 5    | 24º     |
| 25 | Alessio Velini    | UnionBike GiMotorsport     | Yamaha YZF R1  | 1    | 20º     |

### Supersport

#### Arrivati al traguardo
| Pos. | Nº | Pilota                   | Squadra                     | Motocicletta     | Giri | Tempo     | Griglia | Punti |
| ---- | -- | ------------------------ | --------------------------- | ---------------- | ---- | --------- | ------- | ----- |
| 1º   | 31 | Karl Muggeridge          | Ten Kate Honda              | Honda CBR 600RR  | 16   | 34'14.542 | 1º      | 25    |
| 2º   | 16 | Sébastien Charpentier    | Klaffi Honda                | Honda CBR 600RR  | 16   | +0.157    | 2º      | 20    |
| 3º   | 88 | Andrew Pitt              | Yamaha Italia               | Yamaha YZF R6    | 16   | +6.004    | 3º      | 16    |
| 4º   | 23 | Broc Parkes              | Ten Kate Honda              | Honda CBR 600RR  | 16   | +7.499    | 4º      | 13    |
| 5º   | 4  | Jurgen van den Goorbergh | Yamaha Italia               | Yamaha YZF R6    | 16   | +7.822    | 7º      | 11    |
| 6º   | 54 | Jan Hanson               | Kobutex Honda               | Honda CBR 600RR  | 16   | +23.817   | 13º     | 10    |
| 7º   | 76 | Max Neukirchner          | Klaffi Honda                | Honda CBR 600RR  | 16   | +24.757   | 14º     | 9     |
| 8º   | 52 | Arie Vos                 | Pajic-Kawasaki              | Kawasaki ZX6 RR  | 16   | +26.405   | 12º     | 8     |
| 9º   | 93 | Christian Kellner        | Yamaha Motor Deutschland    | Yamaha YZF R6    | 16   | +28.450   | 19º     | 7     |
| 10º  | 46 | Barry Veneman            | Suzuki Nederland            | Suzuki GSX-R 600 | 16   | +36.504   | 10º     | 6     |
| 11º  | 10 | Kai Børre Andersen       | Kawasaki Docshop Racing     | Kawasaki ZX6 RR  | 16   | +38.370   | 15º     | 5     |
| 12º  | 22 | Stefano Cruciani         | Kawasaki Bertocchi          | Kawasaki ZX6 RR  | 16   | +38.880   | 17º     | 4     |
| 13º  | 2  | Stéphane Chambon         | Suzuki Alstare Corona Extra | Suzuki GSX-R 600 | 16   | +42.405   | 23º     | 3     |
| 14º  | 24 | Matthieu Lagrive         | Moto 1                      | Suzuki GSX-R 600 | 16   | +42.604   | 18º     | 2     |
| 15º  | 15 | Matteo Baiocco           | Lorenzini by Leoni          | Yamaha YZF R6    | 16   | +43.250   | 20º     | 1     |
| 16º  | 44 | Iain MacPherson          | SL Racing                   | Ducati 749 R     | 16   | +54.651   | 26º     |       |
| 17º  | 18 | Denis Sacchetti          | Italia Megabike             | Honda CBR 600RR  | 16   | +54.871   | 27º     |       |
| 18º  | 51 | Roman Stamm              | Suzuki Swiss                | Suzuki GSX-R 600 | 16   | +1'14.681 | 29º     |       |
| 19º  | 45 | Sébastien Le Grelle      | LeGrelle Dholda Moto P.     | Honda CBR 600RR  | 15   | +1 giro   | 28º     |       |
| 20º  | 57 | Lorenzo Lanzi            | Ducati Breil                | Ducati 749 R     | 14   | +2 giri   | 22º     |       |

#### Ritirati
| Nº | Pilota            | Squadra                     | Motocicletta     | Giri | Griglia |
| -- | ----------------- | --------------------------- | ---------------- | ---- | ------- |
| 11 | Kevin Curtain     | Yamaha Motor Deutschland    | Yamaha YZF R6    | 15   | 5º      |
| 99 | Fabien Foret      | Yamaha Italia               | Yamaha YZF R6    | 11   | 6º      |
| 91 | Iván Silva        | IRT Honda Israel            | Honda CBR 600RR  | 11   | 21º     |
| 43 | Andrea Berta      | Biassono Racing             | Honda CBR 600RR  | 9    | 31º     |
| 17 | Tobias Kirmeier   | Alpha Technik - Van Zon     | Honda CBR 600RR  | 7    | 11º     |
| 37 | Katsuaki Fujiwara | Suzuki Alstare Corona Extra | Suzuki GSX-R 600 | 6    | 8º      |
| 64 | Jarno Janssen     | Suzuki Nederland            | Suzuki GSX-R 600 | 5    | 24º     |
| 71 | Werner Daemen     | Alpha Technik - Van Zon     | Honda CBR 600RR  | 4    | 16º     |
| 20 | Vittorio Iannuzzo | Suzuki Alstare Corona Extra | Suzuki GSX-R 600 | 3    | 25º     |
| 53 | Jeroen Turkstra   | Koerhuls - RRTH             | Honda CBR 600RR  | 1    | 30º     |

### Superstock

#### Arrivati al traguardo
| Pos. | Nº | Pilota                 | Squadra                     | Motocicletta      | Giri | Tempo     | Griglia | Punti |
| ---- | -- | ---------------------- | --------------------------- | ----------------- | ---- | --------- | ------- | ----- |
| 1º   | 4  | Lorenzo Alfonsi        | Italia Lorenzini by Leoni   | Yamaha YZF R1     | 8    | 17'08.919 | 2º      | 25    |
| 2º   | 45 | Gianluca Vizziello     | Italia Lorenzini by Leoni   | Yamaha YZF R1     | 8    | +0.333    | 1º      | 20    |
| 3º   | 54 | Kenan Sofuoğlu         | Yamaha Motor Germany        | Yamaha YZF R1     | 8    | +1.852    | 5º      | 16    |
| 4º   | 5  | Riccardo Chiarello     | Suzuki Alstare Corona Extra | Suzuki GSX-R 1000 | 8    | +2.645    | 7º      | 13    |
| 5º   | 69 | Didier Van Keymeulen   | Yamaha Motor Germany        | Yamaha YZF R1     | 8    | +5.243    | 6º      | 11    |
| 6º   | 16 | Enrique Rocamora       | MNR Racing                  | Suzuki GSX-R 1000 | 8    | +8.490    | 9º      | 10    |
| 7º   | 53 | Alessandro Polita      | Rox Racing                  | Ducati 999S       | 8    | +13.069   | 21º     | 9     |
| 8º   | 21 | Alex Martinez          | Intermoto Czech Republic    | Kawasaki ZX10     | 8    | +13.479   | 8º      | 8     |
| 9º   | 14 | John Laverty           | EMS Racing                  | Yamaha YZF R1     | 8    | +14.496   | 11º     | 7     |
| 10º  | 9  | Luca Scassa            | Ormeni Racing               | Kawasaki ZX10     | 8    | +16.546   | 10º     | 6     |
| 11º  | 15 | Pierrot Lerat-Vanstaen | Association Plein Gaz       | Suzuki GSX-R 1000 | 8    | +16.760   | 14º     | 5     |
| 12º  | 86 | Ayrton Badovini        | EVR Corse Biassono R.T.     | Ducati 999S       | 8    | +21.116   | 17º     | 4     |
| 13º  | 63 | Bob Withag             | Hartelman Racing            | Yamaha YZF R1     | 8    | +22.361   | 15º     | 3     |
| 14º  | 52 | Alessio Perilli        | Ducci - I.T. Networks F.    | Yamaha YZF R1     | 8    | +22.597   | 19º     | 2     |
| 15º  | 34 | José Hurtado           | MIR Racing                  | Suzuki GSX-R 1000 | 8    | +23.827   | 16º     | 1     |
| 16º  | 58 | Tomas Miksovsky        | Intermoto Czech Republic    | Honda CBR 1000RR  | 8    | +24.099   | 22º     |       |
| 17º  | 75 | Ghisbert van Ginhoven  | MCT-Sitra                   | Ducati 999S       | 8    | +25.285   | 13º     |       |
| 18º  | 7  | Fabrizio De Noni       | MNR Racing                  | Suzuki GSX-R 1000 | 8    | +31.349   | 12º     |       |
| 19º  | 44 | Alessandro Brannetti   | FbC Racing - Spamoto        | Aprilia RSV 1000  | 8    | +31.441   | 20º     |       |
| 20º  | 61 | Richard Cooper         | Akuna Racing                | Honda CBR 1000RR  | 8    | +31.701   | 23º     |       |
| 21º  | 37 | William De Angelis     | Rox Racing                  | Ducati 999S       | 8    | +32.085   | 24º     |       |
| 22º  | 59 | Niccolò Canepa         | Kawasaki Bertocchi          | Kawasaki ZX10     | 8    | +35.126   | 26º     |       |
| 23º  | 78 | Robert De Vries        | CRT Yamaha                  | Yamaha YZF R1     | 8    | +42.302   | 27º     |       |
| 24º  | 60 | Barry Burrell          | Akuna Racing                | Honda CBR 1000RR  | 8    | +49.911   | 31º     |       |
| 25º  | 28 | Sepp Vermonden         | Sepp Racing - Dirk Van Mol  | Suzuki GSX-R 1000 | 8    | +50.095   | 29º     |       |
| 26º  | 99 | José Lombardo          | MIR Racing                  | Suzuki GSX-R 1000 | 8    | +50.865   | 30º     |       |
| 27º  | 22 | Leroy Verboven         | Herman Verboven Racing      | Suzuki GSX-R 1000 | 8    | +55.502   | 34º     |       |
| 28º  | 26 | Tom van Looy           | Herman Verboven Racing      | Suzuki GSX-R 1000 | 8    | +1'02.535 | 32º     |       |

#### Ritirati
| Nº | Pilota              | Squadra                | Motocicletta      | Giri | Griglia |
| -- | ------------------- | ---------------------- | ----------------- | ---- | ------- |
| 77 | Nicolas Saelens     | MCT-Sitra              | Ducati 999S       | 6    | 18º     |
| 29 | Benjie Cockerill    | Beowulf World          | Suzuki GSX-R 1000 | 5    | 33º     |
| 35 | Christian Dal Corso | PSG-1 Corse            | Ducati 999S       | 4    | 28º     |
| 57 | Ilario Dionisi      | Celani - Suzuki Italia | Suzuki GSX-R 1000 | 0    | 4º      |
| 76 | Bernat Martínez     | Bernat Marvimoto       | Yamaha YZF R1     | 0    | 3º      |